# Vitstrupig snårsparv
Vitstrupig snårsparv (Melozone albicollis) är en fågel i familjen amerikanska sparvar inom ordningen tättingar.

## Utseende
Vitstrupig snårsparv är en stor och rätt enfärgat brunaktig sparv med vitt på hakan. Den har vidare ett rostrött band över strupen och rostrött även på undergumpen.

## Utbredning och systematik
Vitstrupig snårsparv delas upp i två underarter:
- M. a. marshalli – förekommer i den arida ek- och tallzonen i sydöstra Mexiko (Puebla)
- M. a. albicollis – förekommer i ek- och tallzonen i södra Mexiko (från södra Puebla och östra Guerrero till centrala Oaxaca)

### Släktestillhörighet
Arten placerades tidigare i släktet Pipilo, men DNA-studier visar att den står närmare rostnackad snårsparv (Melozone kieneri) och förs numera därför till Melozone, alternativt att dessa två (tillsammans med några andra före detta Pipilo-arter) lyfts ut till det egna släktet Kieneria.

### Familjetillhörighet
Tidigare fördes de amerikanska sparvarna till familjen fältsparvar (Emberizidae) som omfattar liknande arter i Eurasien och Afrika. Flera genetiska studier visar dock att de utgör en distinkt grupp som sannolikt står närmare skogssångare (Parulidae), trupialer (Icteridae) och flera artfattiga familjer endemiska för Karibien.

## Levnadssätt
Vitstrupig snårsparv är en rätt vanlig och lättsedd fågelart i torra höglänta inlandsområden. Den ses i buskiga skogslandskap, trädgårdar och odlingsbygd med häckar, ofta i par eller i små sociala flockar. Fågeln födosöker huvudsakligen på marken, men även lågt till medelhögt i buskar. 

## Status
Arten har ett stort utbredningsområde och beståndet anses stabilt. Internationella naturvårdsunionen IUCN listar den därför som livskraftig (LC). Beståndet uppskattas till i storleksordningen 50 000 till en halv miljon vuxna individer.

## Namn
Arterna i släktet Melozone kallades tidigare busksparvar, men har döpts om till snårsparvar för att undvika förväxling med de ej närbesläktade busksparvarna i Chlorospingus och för att betona det nära släktskapet med snårsparvarna i Atlapetes.